# Legión Femenin de Educación Popular de America
Legión Femenin de Educación Popular de America var en förening för kvinnors rättigheter i Bolivia, grundad 1932.  
Det var landets andra kvinnoorganisation och en ledande kvinnoförening i flera årtionden, och spelade en ledande roll i rörelsen för kvinnlig rösträtt, som slutligen infördes 1952. 

## Historik
Föreningen föregicks av Atene Femenino, som bildades 1923 och startade kvinnorörelsen i Bolivia. 1932 grundades också Legión Femenin de Educación Popular de America av Etelvina Villanueva y Saavedra, och i flera decennier representerades av kvinnorörelsen i Bolivia av dessa två grupper. Kvinnorörelsen bestod av en liten minoritet bildade kvinnor, och hade svårt att få framgång i det katolskt konservativa landet. 
Kvinnor fick tillgång till högre utbildning och studera vid universitetet på 1920-talet, men i övrigt gjordes inga reformer i kvinnors rättigheter i Bolivia förrän rösträtt för kvinnor infördes. De två kvinnoföreningarna verkade för rösträttsreformen först genom manliga anhöriga politiker, och framställde 1936 själva för första gången förslaget till parlamentet. 1947 fick kvinnor lokal rösträtt i Bolivia. Rösträtt på nationell nivå infördes slutligen 1952. 